# Perfil (enginyeria)

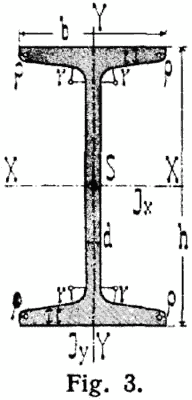
Perfil en doble T

Un perfil, en enginyeria de la construcció, és un producte laminat fabricat normalment per a utilitzar-lo en estructures d'edificació o d'obra civil. Cadascun dels perfils té una certa especificació de mesures. Existeixen els següents tipus de perfils:
- Perfil en T
- Perfil en doble T (també anomenat perfil en I o perfil en H)
  - Perfil IPN
  - Perfil IPE
  - Perfil HE
- Perfils no ramificats:
  - Perfil UPN
  - Perfil L
  - Perfil LD